# Doniselli

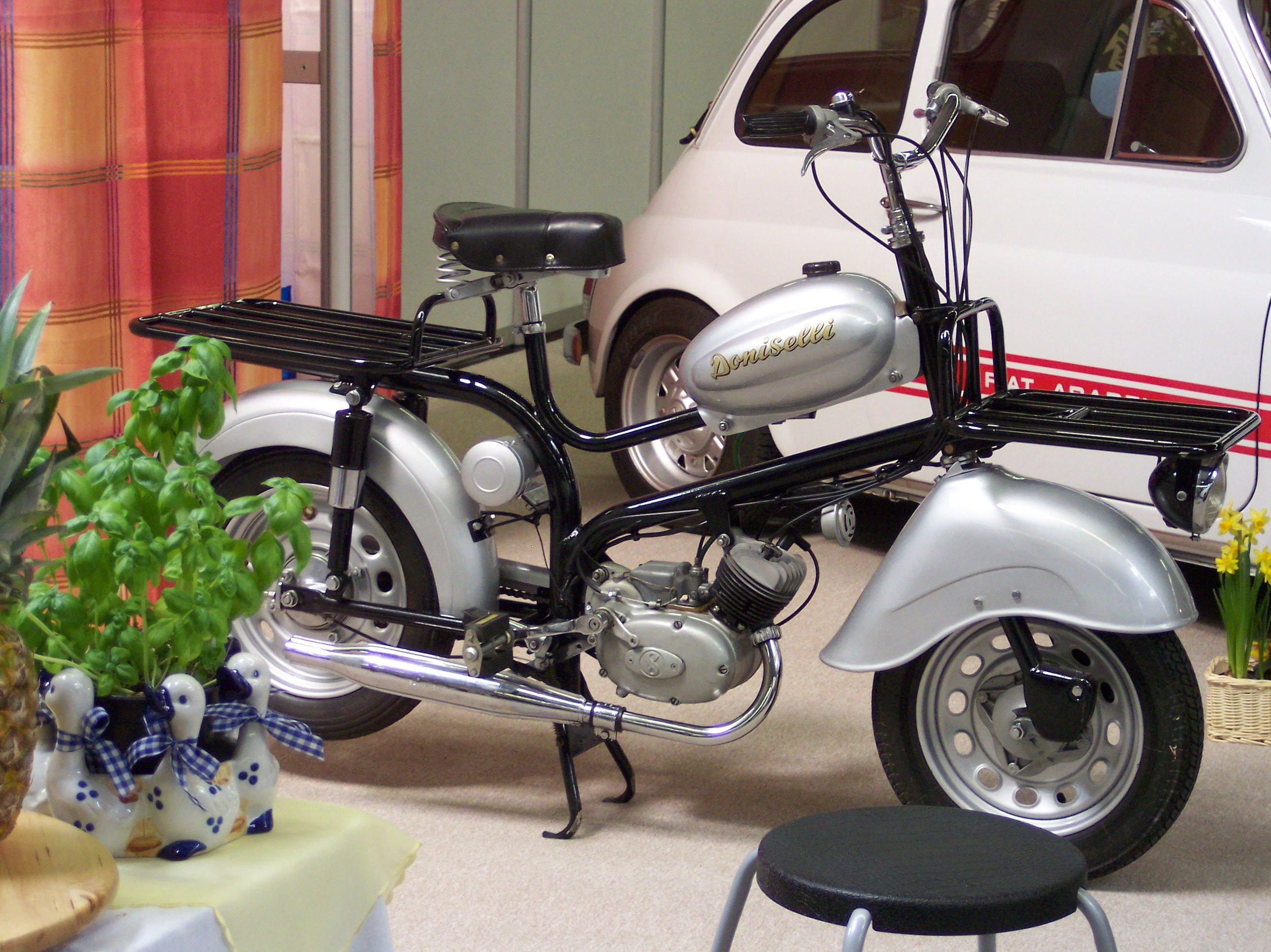
Doniselli-motorfiets

Doniselli is een Italiaans historisch merk van motorfietsen.
De bedrijfsnaam was: Fratelli (F.lli) Doniselli, SAS, Milano.
Doniselli was bekend van zijn transportfietsen. Meteen na de Tweede Wereldoorlog ging men fietsen met hulpmotor en lichte transportvoertuigen produceren. Hierbij werd gebruikgemaakt van 50cc-motortjes van Alpino, Demm, Ardito en Sachs en van ILO-blokjes van 125, 150 en 175 cc.
In 1959 kwam de 50cc-scooter Vendetta met Demm-motor in productie. Voor de Giulietta-scooter uit 1963 gebruikte men een Franco Morini-blokje van 50 cc.
Begin jaren zeventig maakte Doniselli alleen nog bromfietsen. Daarbij werden blokken van Minarelli gebruikt. In 1973 eindigde de productie.